# Cristian López
Cristian López vagy Cristian López Santamaría (Alicante, Valencia, 1989. április 27.) spanyol labdarúgó, aki 2019-től a  Hatta csatára.

## Pályafutása
Cristian többi ifi klubban is játszott már, de az első komoly csapatai a Crevillente Deportivo volt és az Alicante CF voltak. Debütált az Alicante első csapatában 2007-2008-as szezonban, amikor 50 év után újra a másodosztályban játszott a csapat. A következő évben többnyire a tartalék csapatban játszott, majd debütált a másodosztályban a Hércules CF csapatában 2009. június 6-án.
2009 nyarán Cristian aláírt a Real Madrid Castillához, a Real Madrid tartalék csapatához, a harmadosztályba. Az első szezonjában 10 gólig jutott - második legtöbb gólt termelte a csapatban - és a Castilla csak 8. lett a tabellán. 
2011 januárjában aláírt egy szerződést kölcsönbe a harmadosztály 6-os csoportban szereplő Valencia CF Mestalla csapatába, ahol a "Che" újra feljutott a másodosztályba. Ebben a szezonban 16 meccsen 11 gólt szerzett.
2011 nyarán felbontották a szerződését a Castilla-val így ingyen igazolhatott szülővárosába, Valenciába, a Valencia CF Mestallába.